# Algemene begraafplaats
Nederland kent twee soorten begraafplaatsen, de algemene begraafplaats of de bijzondere begraafplaats.
Elke gemeente in Nederland is verplicht tot het hebben van een algemene begraafplaats waar lichamen ter aarde kunnen worden besteld. In de Wet op de lijkbezorging spreekt men over een gemeentelijke begraafplaats. De begraafplaats is eigendom van de overheid. Grote gemeenten hebben vaak meerdere algemene begraafplaatsen.
Behalve de algemene begraafplaatsen bestaan er ook bijzondere / particuliere begraafplaatsen die toebehoren aan een stichting, kerkgenootschap of particulier.  
In Noord-Brabant werden de algemene begraafplaatsen vóór de grootschalige ontkerkelijking in de jaren zestig nauwelijks gebruikt, omdat toen vrijwel iedereen tot een bepaalde gezindte behoorde. 

## Lijst van algemene begraafplaatsen in Nederland
Elke Nederlandse gemeente is verplicht een (algemene) begraafplaats te onderhouden, dus er zijn er veel. Van de volgende algemene begraafplaatsen bestaat een artikel op Wikipedia:
| Begraafplaats                                                           | Gemeente           |
| ----------------------------------------------------------------------- | ------------------ |
| Nieuwe algemene begraafplaats Baarn                                     | Baarn              |
| Algemene Begraafplaats Crooswijk                                        | Rotterdam          |
| Nieuwe Algemene Begraafplaats De Stuivenberg                            | Montfoort          |
| Algemene Begraafplaats Gorredijk                                        | Opsterland         |
| Oude Algemene Begraafplaats (Hengelo)                                   | Hengelo            |
| Algemene Begraafplaats Hofwijk                                          | Rotterdam          |
| Oude Algemene Begraafplaats Hogewal                                     | Woerden            |
| Algemene Begraafplaats Katwijk                                          | Katwijk            |
| Algemene Begraafplaats Kerkhoflaan                                      | Den Haag           |
| Algemene Begraafplaats Kranenburg                                       | Zwolle             |
| Algemene Begraafplaats Krimpen aan de Lek                               | Nederlek           |
| Algemene Begraafplaats Leidsestraatweg, Harmelen                        | Woerden            |
| Algemene Begraafplaats Losdorp                                          | Delfzijl           |
| Algemene Begraafplaats Maarssen                                         | Maarssen           |
| Algemene Begraafplaats Meppelerstraatweg                                | Zwolle             |
| Algemene begraafplaats Zutphen                                          | Zutphen            |
| Algemene Begraafplaats Montfoort                                        | Montfoort          |
| Gemeentelijke begraafplaats Noordwijk                                   | Noordwijk          |
| Begraafplaats Rusthof, algemene begraafplaats van Amersfoort te Leusden | Amersfoort/Leusden |
| Algemene Begraafplaats Schoonebeek                                      | Emmen              |
| Algemene Begraafplaats Schoorl                                          | Bergen (NH)        |
| Algemene Begraafplaats Sneek                                            | Zuidwest-Friesland |
| Algemene Begraafplaats Tongerseweg                                      | Maastricht         |
| Algemene Begraafplaats Workum                                           | Nijefurd           |
| Oude Algemene Begraafplaats Koningin Julianastraat (Moordrecht)         | Moordrecht         |